# Hondelage
Hondelage ist ein Stadtteil Braunschweigs und gehört seit 2021 zum Stadtbezirk 111 Hondelage-Volkmarode. Seit der Gebietsreform zum 1. März 1974 ist Hondelage in Braunschweig eingemeindet worden. Es liegt nördlich der Autobahn 2 von Hannover nach Berlin. Am Ortsrand fließt die Hagenriede in die Schunter, einen Nebenfluss der Oker.
Zusammen mit den Stadtbezirken Wabe-Schunter-Beberbach und Volkmarode bildet Hondelage den Gemeindewahlbezirk 11.
Bürgermeister, ab März 1974 Ortsbürgermeister, heute Bezirksbürgermeister, ist Ulrich Volkmann.

## Geschichte
Der Ort wurde 1179 erstmals urkundlich als Honloge erwähnt, also eine Höhenlage, eine freie Fläche in den umgebenden Wäldern. Eine gleichnamige Burg wurde errichtet und ein Ministerialengeschlecht (die Herren von Honlage) wurde zur Verwaltung und Verteidigung der Gegend eingesetzt. Von der Burg existieren heute nur noch wenige Ruinen am Ufer der Schunter; der Burgturm wurde, nachdem das Kirchenschiff der heute evangelischen Kirche St. Johannes angebaut worden war, zum Kirchturm. Viele Steine der Burg finden sich heute noch in Fundamenten der ältesten Bauernhöfe des Ortes.
Nördlich des heutigen Ortes befindet sich die Wüstung Hegerdorf (ursprünglicher Name: Hegerdorp). Vor etwa 500 Jahren wurde das Handwerkerdorf aufgegeben. Noch heute kann man das Podest der ehemaligen Kapelle von Hegerdorp mit bloßem Auge erkennen.

### Geologische Funde
In der Tonschiefer- und Mergelgrube von Hondelage wurden im September 2011 zwei Ichthyosaurier gefunden, nachdem bereits in den 1950er Jahren ein Skelett eines Steneosaurus entdeckt worden war.

### Einwohnerentwicklung
Die Bevölkerung von Hondelage war im Mittelalter mit etwa 30 Höfen rein bäuerlich geprägt, auch wenn ab dem 16. Jahrhundert Handwerker und Kleingewerbe hinzukamen. Im Zuge der Reformation wurde eine Schule eingerichtet; noch heute ist der Ort rein protestantisch (lutherisch) geprägt und hat eine große Grundschule, die neben Kirchengemeinde und Sportverein ein gesellschaftliches Zentrum im Ort darstellt.
Nachdem die Bevölkerungszahl lange bei etwa 500 Einwohnern konstant geblieben war, änderte sich das durch den Zuzug von Flüchtlingen nach 1945 auf über 1000. Eine weitere Zuwanderungswelle kam mit der Bewegung in die Vororte und auf das Land Ende der 1960er und Anfang der 1970er Jahre, als die Bevölkerungszahl innerhalb weniger Jahre von etwa 2000 auf über 5000 anstieg. Mit der Eingemeindung nach Braunschweig am 1. März 1974 verlangsamte sich das Wachstum wieder, auch wenn sich die Infrastruktur und der Dienstleistungssektor weiter verbesserten.

## Infrastruktur

### Verkehr
Die Autobahnauffahrt Braunschweig-Ost (A2/57) kann über die Nachbarorte Lehre-Wendhausen und Dibbesdorf erreicht werden, zur Autobahnauffahrt Braunschweig-Flughafen (A2/56) geht es direkt. Der Flughafen Braunschweig-Wolfsburg liegt westnordwestlich von Hondelage im Nachbarort Waggum.

### Vereinsleben
Der heutige Ort ist von einem aktiven Gemeinde- und Vereinsleben bestimmt. Es gibt eine kleine Sternwarte von Amateurastronomen mit einem 50-cm-Spiegelteleskop, die Hans-Zimmermann-Sternwarte. Im Ort findet sich ein kleines Industriegebiet, das wegen Kaminbau- und der Blitzschutzunternehmen überregionale Bedeutung hat. Es wurden Blitzschutzanlagen für den Flughafen Moskau-Scheremetjewo Ende der 1970er Jahre sowie für die Kraftstationen von Timbuktu in Mali von Hondelage aus geplant und eingerichtet.
Seit 1991 gibt es den „Förderkreis Umwelt- und Naturschutz Hondelage e.V. (FUN)“, der sich aktiv für die ökologische Gestaltung der anliegenden Landschaftsteile und der Schunter einsetzt und in unmittelbarer Nachbarschaft der Sternwarte das „NaturErlebnisZentrum“ betreibt.

## Religionen

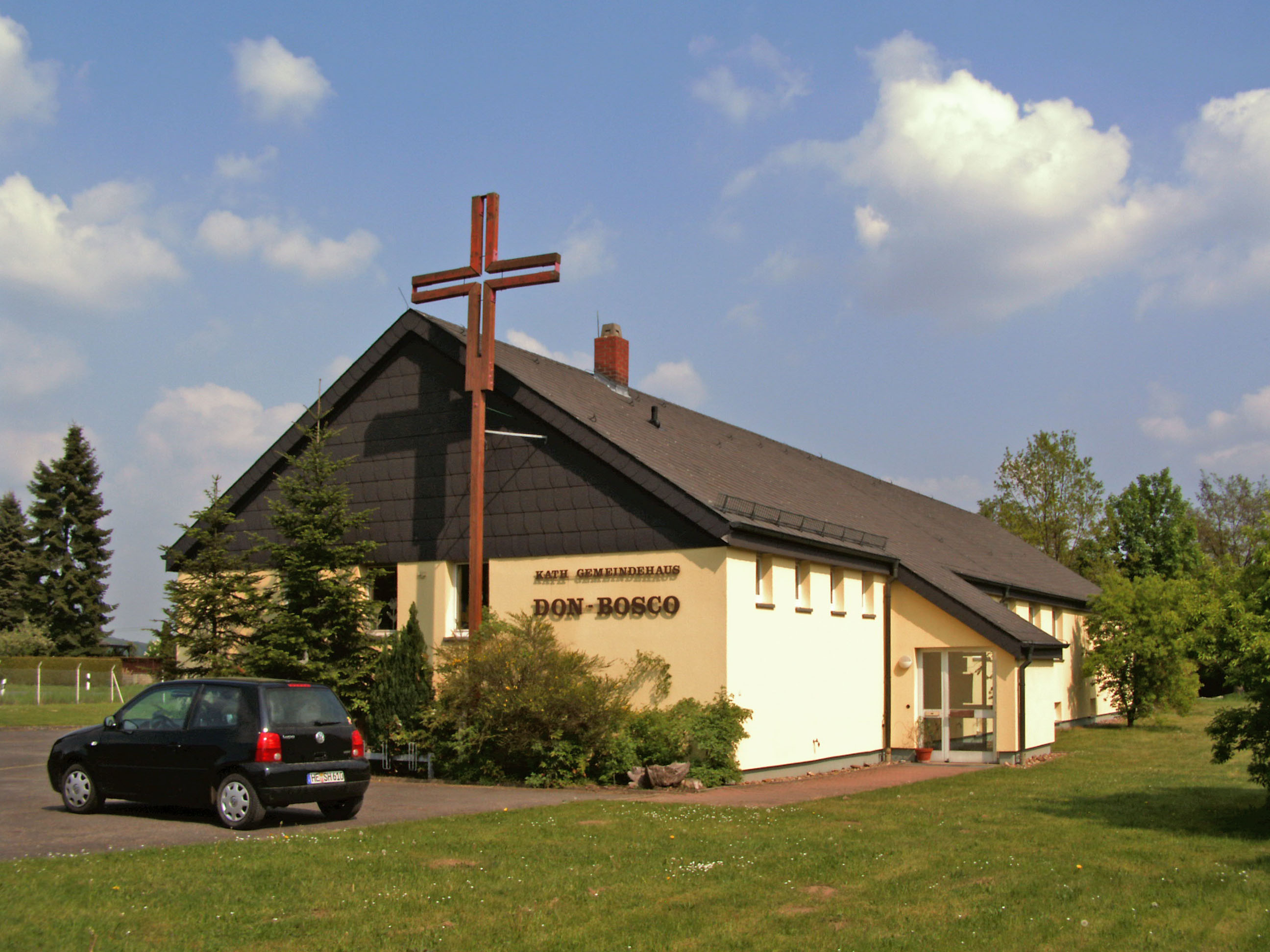
Don-Bosco-Haus

Die historische St.-Johannes-Kirche verfügt über eine moderne Ausstattung (Johannesweg 1). Die Kirchengemeinde gehört heute zur evangelisch-lutherischen Propstei Braunschweig.
Das katholische Don-Bosco-Haus mit Kapelle wurde 1986 geweiht (Hegerdorfstraße 46). Es entstand durch Umbau einer ehemaligen Haake-Beck Brauerei-Niederlassung. Ursprünglich eine Filiale der Pfarrgemeinde St. Martin in Lehre-Wendhausen, gehört es seit einem Gemeindezusammenschluss 2006 zur Pfarrgemeinde St. Marien in Braunschweig-Querum. Im Gemeindehaus befindet sich neben der Kapelle der Kindergarten einer nicht konfessionell gebundenen Elterninitiative sowie der Gruppenraum der katholischen Pfadfinder.

## Wappen
Das Wappen zeigt auf einem roten Schild zwei silberne diagonal gekreuzte Lilienstäbe, die über einem silbernen Stern angeordnet sind, der sechs Spitzen hat.
Es ist das ehemalige Familienwappen derer „von Honlage“, die es nachweislich von 1226 bis zu ihrem Aussterben 1510 führten. Ihnen gehörte einst das ganze Dorf, sie verkauften jedoch im Jahre 1384 eine Hälfte dem Kloster Riddagshausen. Ab dem Jahr 1483 verpfändeten sie auch die andere Hälfte an das Kloster und gaben es 1510 schließlich vollständig an dieses ab. Wer das Wappen entworfen hat, ist unbekannt.
Dieses Wappen wurde am 26. Oktober 1978 offiziell durch einen Beschluss des Ortsrates ausgewählt.